# 令狐
令狐（れいこ）は、漢姓のひとつ。『百家姓』の432番目。2020年の中華人民共和国の統計では4番目に多い複姓で、5.5万人がいる。台湾の2018年の統計では959番目に多い姓で、17人がいる。

## 由来
春秋時代の晋の魏顆（魏犨の子）が軍功を立てて令狐の地（現在の山西省臨猗県）に封ぜられ、土地の名を氏としたことにはじまる。
王莽の時に乱を避けて敦煌へ移り、令狐氏は敦煌の名家となった。
明の楊慎によると、唐代には令狐楚の影響で、胡姓の者が多く令狐に姓を変えたという。

## 著名な人物
- 令狐愚 - 三国時代の魏の政治家。
- 楊茂搜 - 前仇池の初代君主。本姓は令狐。
- 令狐徳棻 - 唐の歴史家。
- 令狐楚 - 唐の詩人。
- 令狐潮 - 唐の軍人。
- 令狐綯（中国語版） - 唐の政治家。
- 令計画 - 中華人民共和国の政治家。本姓は令狐。

### 架空の人物
- 令狐冲 - 金庸の小説『笑傲江湖』の主人公。